# Veron (Software)
Veron ist eine kostenlose Anwendungssoftware die vor allem für die Wiedergabe von Audio, Video und Bildverarbeitung auf PCs mit der 32-Bit Windows 7, Windows 8 und Windows 8.1 Betriebssystem verwendet wird. Die Software hat drei Teile: Veron Player, Veron Calculator und Veron Quick.

## Merkmale
- Veron Player: Der Player kann High-Definition-Mediendateien wiedergeben.[2] Unterstützt werden verschiedene Media-Dateiformate wie 3GP, AVI, ASF, FLV, Matroska, MOV(QuickTime), MP4, NUT, Ogg, OGM, RealMedia, Cinepak, DV, H.263, H.264/MPEG-4 AVC, HuffYUV, Indeo, MJPEG, MPEG-1, MPEG-2, MPEG-4, RealVideo, Sorenson, Theora, WMV, AAC, AC3, ALAC, AMR, DTS, FLAC, Intel Music Coder, Monkey’s Audio, MP3, Musepack, RealAudio, Shorten, Speex, Vorbis, WMA, Bink. Der Player kann darüber hinaus Audiodateien von CDs abspielen und aufnehmen, Streams aufnehmen und verfügt des Weiteren über einen Media-File-Converter. Weitere Funktionen sind das Einblenden von Musikvisualisierungen und Untertiteln. Der Player verfügt weiterhin über einen YouTube-Video-Downloader und ist in der Lage, Internetradio wiederzugeben.
- Veron Calculator: Der Veron Calculator ist ein programmierbarer Taschenrechner und kann normale und komplexe Berechnungen vornehmen.
- Veron Quick: Veron Quick überwacht die Geschwindigkeit der Internetverbindung, verfügt über eine Funktion zum Übersetzen von Texten sowie E-Mail-Benachrichtigungs-Features und Datei-Schutzoptionen.[3]

## Programm-Sprachen und Codecs
Der überwiegende Anteil des Veron-Codes wurde in VB.NET geschrieben. C# und C++ wurden für andere Teile verwendet. Der Veron-Player verwendet MPlayer und FFmpeg-Codecs zum Abspielen von Audio- und Videodateien.